# (6235) Burney
(6235) Burney es un asteroide perteneciente al cinturón de asteroides, región del sistema solar que se encuentra entre las órbitas de Marte y Júpiter, descubierto el 14 de noviembre de 1987 por Seiji Ueda y el astrónomo Hiroshi Kaneda desde el Kushiro Marsh Observatory, Hokkaido, Japón.

## Designación y nombre
Designado provisionalmente como 1987 VB. Fue nombrado Burney en homenaje a Venetia Katherine Douglas Burney, de apellido Phair, la primera persona en sugerir el nombre Plutón para el cuerpo celeste descubierto por Clyde Tombaugh en 1930. En ese momento tenía 11 años y vivía en Oxford, Inglaterra.

## Características orbitales
Burney está situado a una distancia media del Sol de 2,243 ua, pudiendo alejarse hasta 2,560 ua y acercarse hasta 1,926 ua. Su excentricidad es 0,141 y la inclinación orbital 2,915 grados. Emplea 1227,26 días en completar una órbita alrededor del Sol.

## Características físicas
La magnitud absoluta de Burney es 13,9. Tiene 4,083 km de diámetro y su albedo se estima en 0,351. 